# Sampaio Corrêa FE
 Sampaio Corrêa FE is een Braziliaanse voetbalclub uit Saquarema, in de deelstaat Rio de Janeiro.

## Geschiedenis
De club werd in 2006 opgericht en ging meteen van start in de Série C van het Campeonato Carioca, de huidige Série B2. Na vier seizoenen slaagde de club erin te promoveren naar de Série B (huidige Série B1). Sindsdien is de club een vaste waarde, maar eindigde meestal in de middenmoot. In 2018 bereikte de club de finale van het tweede toernooi en wist zich ook te plaatsen voor de eindfase om promotie, maar verloor hier van America. 